# پدی دانکن
پدی دانکن (انگلیسی: Paddy Duncan؛ ۱۸۹۴ – ۹ آوریل ۱۹۴۹) بازیکن فوتبال اهل جمهوری ایرلند بود.
وی همچنین در تیم ملی فوتبال جمهوری ایرلند بازی کرده‌است.